# 賴霍羅德 (海辛區)
48°53′4″N 29°5′0″E / 48.88444°N 29.08333°E

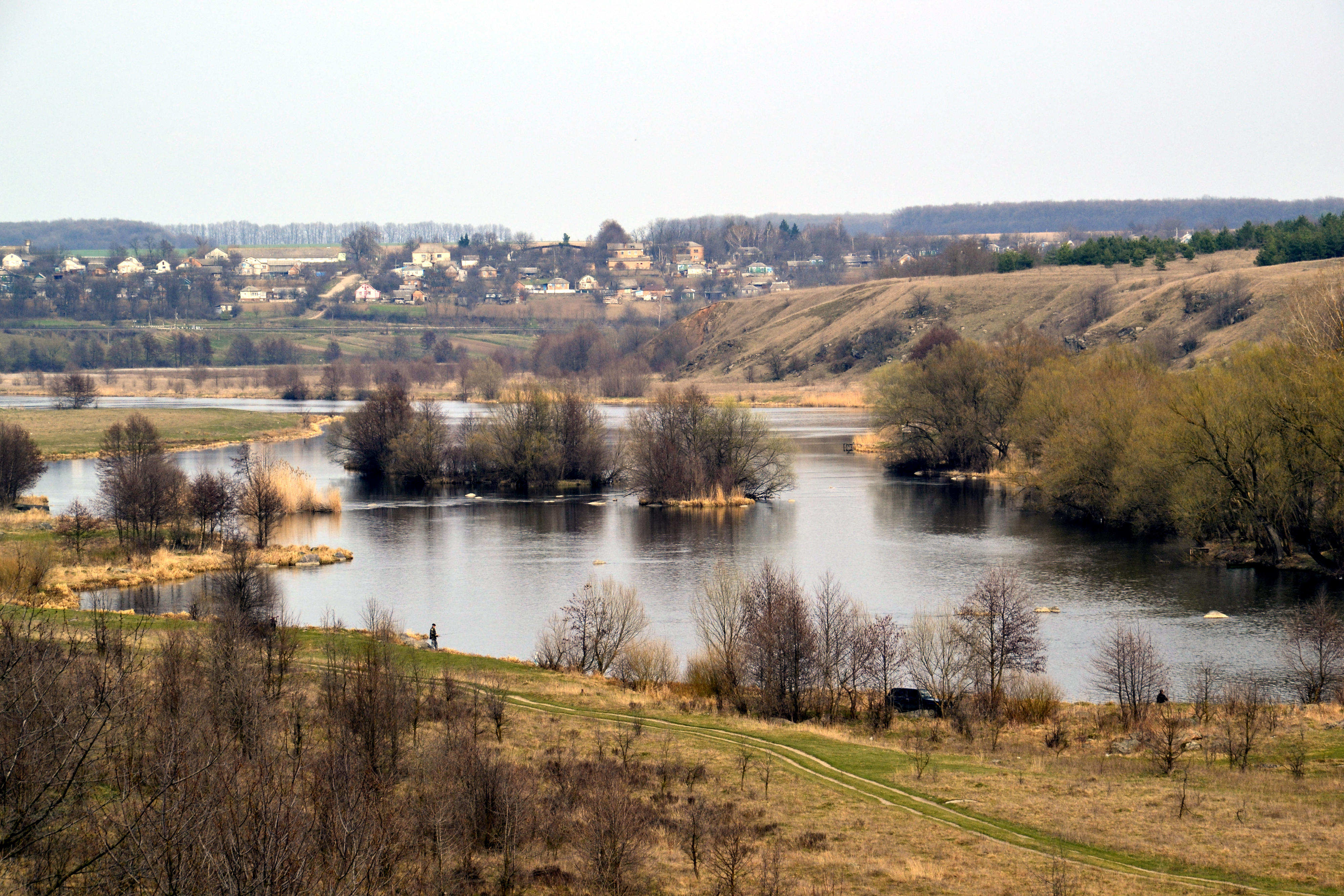
风景

賴霍羅德（烏克蘭語：Райгород），是位於烏克蘭西南部的村莊，由文尼察州海辛區的賴霍羅德市鎮負責管轄，始建於1629年，面積2.2平方公里，海拔高度204米，2001年人口1,003，人口密度每平方公里455.5人。